# Pandanus saxatilis
Pandanus saxatilis är en enhjärtbladig växtart som beskrevs av Ugolino Martelli. Pandanus saxatilis ingår i släktet Pandanus och familjen Pandanaceae.
Artens utbredningsområde är Madagaskar. Inga underarter finns listade.